# Elna Munch
Pour les articles homonymes, voir Munch.
Elna Elisabeth Munch (née Sarauw, 13 juin 1871 - 17 novembre 1945) est une mathématicienne, enseignante et femme politique féministe danoise, membre du Parti social-libéral danois. Elle est la cofondatrice de la Association nationale pour le droit de vote des femmes (LKV) en 1907, le plus radical des principaux mouvements suffragistes danois, aux côtés de Johanne Rambusch (en).  

## Biographie
Elna Elisabeth Sarauw est la fille du forestier Conrad August Nicolaus Sarauw et de Betzy Wilhelmine Hansen et est la sœur cadette de Clara Tybjerg (1864–1941). Elle fait ses études à l'école Zahle, puis elle étudie les mathématiques à l'université de Copenhague et devient la deuxième mathématicienne danoise à obtenir un diplôme universitaire, après Thyra Eibe. Elle enseigne à l'école de Marie Kruse (en) de 1900 à 1918 et épouse l'homme politique Peter Rochegune Munch (en) en 1902. Elle meurt le 17 novembre 1945 à Copenhague.

## Engagement politique
Elle est vice-présidente de la LKV depuis sa fondation en 1907 jusqu'à sa dissolution en 1915, lors de l'introduction du suffrage féminin,. Elle est l'organisatrice des sections locales de la LKV et représente le Danemark aux congrès de l'Alliance internationale pour le suffrage des femmes de 1906 à 1923. 
Aux élections législatives de 1918, alors que les femmes sont devenues éligibles aux scrutins nationaux, elle se présente et est élue. Elle compte ainsi parmi les quatre premières femmes députées du Folketing,. Elle y siège jusqu'en 1935.